# Mogliano
Mogliano (im lokalen Dialekt: Moja) ist eine italienische Gemeinde (comune) mit 4311 Einwohnern (Stand 31. Dezember 2023) in der Provinz Macerata in den Marken. Die Gemeinde liegt etwa 12 Kilometer südsüdöstlich von Macerata, etwa 19 Kilometer westnordwestlich von Fermo und grenzt unmittelbar an die Provinz Fermo.

## Gemeindepartnerschaft
Mogliano unterhält eine inneritalienische Partnerschaft mit der Gemeinde Mogliano Veneto in der Provinz Treviso.

## Söhne und Töchter der Gemeinde
- Giovanni Tacci Porcelli (1863–1928), Kardinal
- Giuseppe Berto (1914–1978), Schriftsteller
- Massimo Girotti (1918–2003), Schauspieler und Wasserballer